# Subterrochus steevesi
Subterrochus steevesi är en skalbaggsart som beskrevs av Park 1960. Subterrochus steevesi ingår i släktet Subterrochus och familjen kortvingar. Inga underarter finns listade i Catalogue of Life.